# Poddębice (gmina)
Poddębice (do 1868 gmina Bałdrzychów) – gmina miejsko-wiejska w województwie łódzkim, w powiecie poddębickim. W latach 1975–1998 gmina położona była w województwie sieradzkim.
Siedzibą gminy są Poddębice.

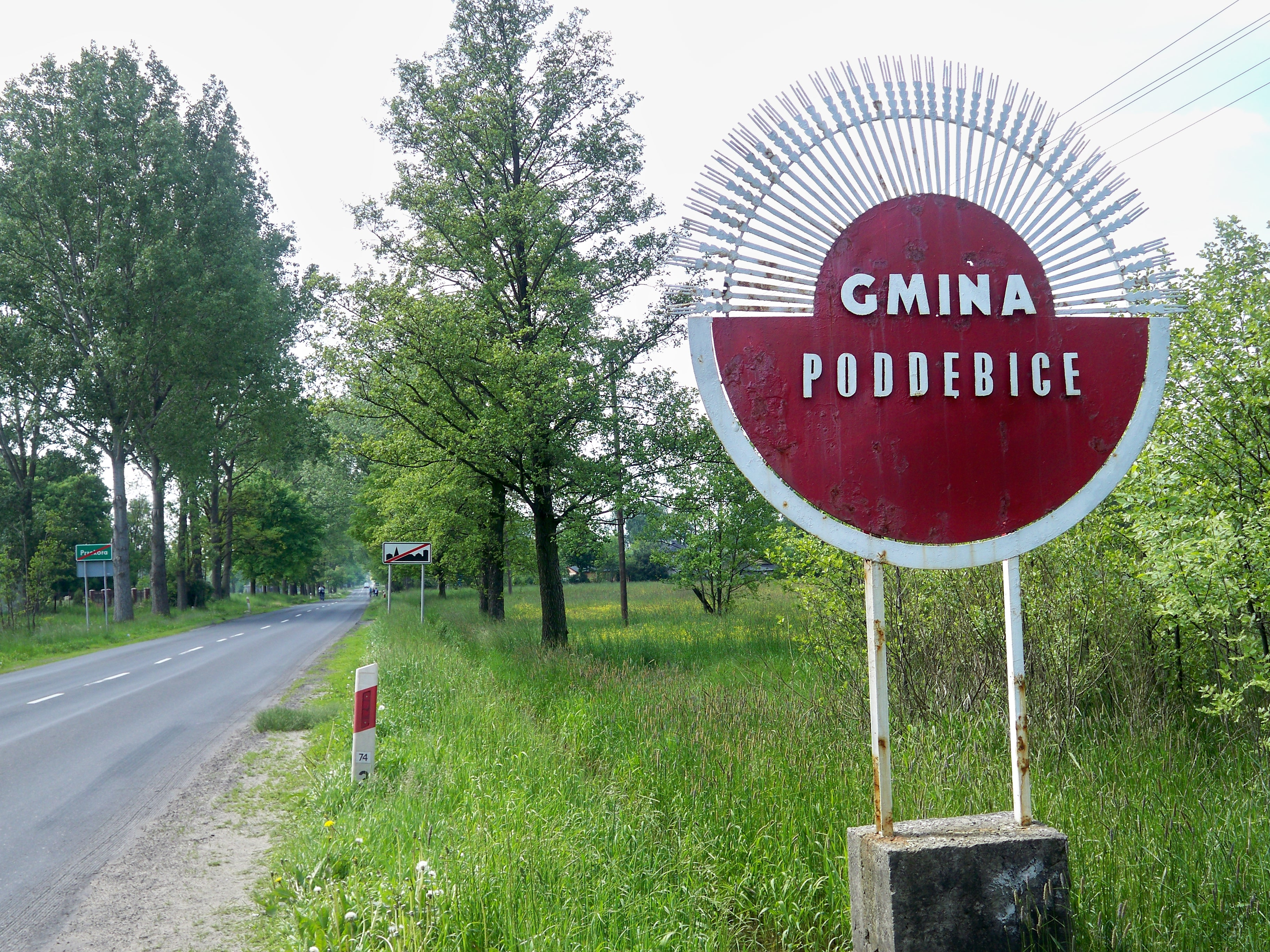
Witacz od strony Złotnik

30 czerwca 2004 gminę zamieszkiwały 15 994 osoby.
Za Królestwa Polskiego gmina należała do powiatu łęczyckiego w guberni kaliskiej. 19 maja?/31 maja 1870 do gminy przyłączono pozbawione praw miejskich Poddębice (od 1934 znów miasto).

## Struktura powierzchni
Według danych z roku 2002 gmina Poddębice ma obszar 224,66 km², w tym:
- użytki rolne: 69%
- użytki leśne: 23%

Gmina stanowi 25,5% powierzchni powiatu.

## Rezerwaty przyrody
Na terenie gminy znajduje się rezerwat przyrody Napoleonów chroniący dobrze wykształconą, bogatą florystycznie dąbrowę świetlistą z udziałem rzadkich i chronionych gatunków roślin.

## Demografia

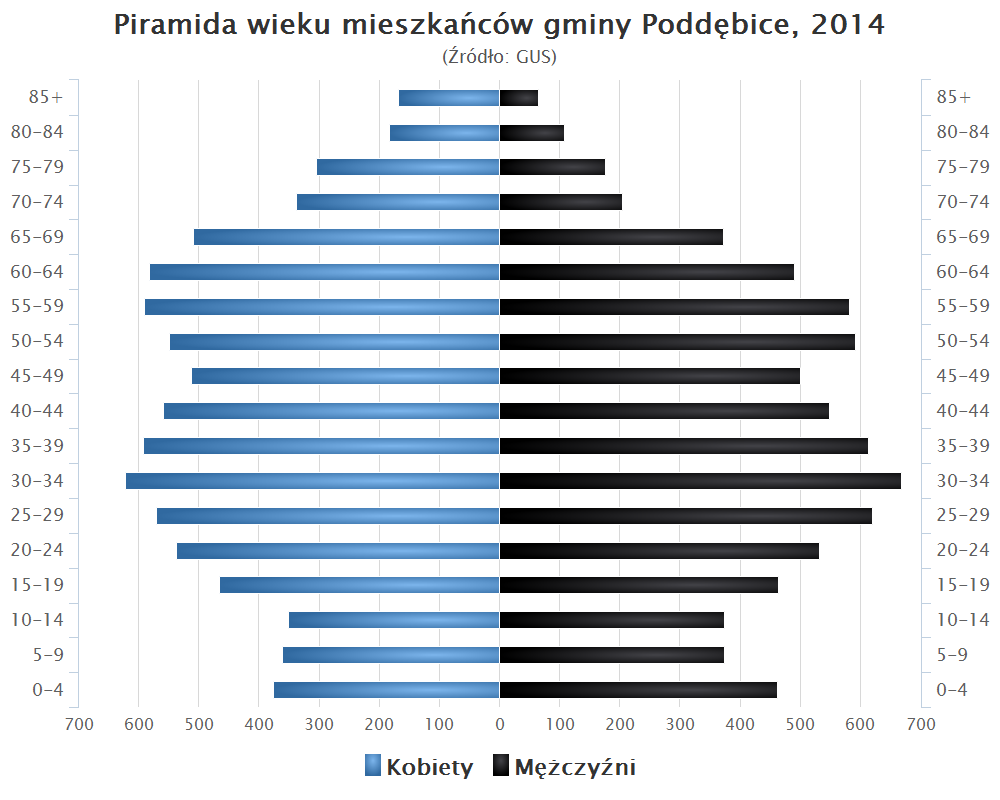
Piramida wieku mieszkańców gminy Poddębice w 2014 roku

Dane z 30 czerwca 2004:
| Opis                              | Ogółem | Ogółem | Kobiety | Kobiety | Mężczyźni | Mężczyźni |
| --------------------------------- | ------ | ------ | ------- | ------- | --------- | --------- |
| jednostka                         | osób   | %      | osób    | %       | osób      | %         |
| populacja                         | 15 994 | 100    | 8215    | 51,4    | 7779      | 48,6      |
| gęstość zaludnienia (mieszk./km²) | 71,2   | 71,2   | 36,6    | 36,6    | 34,6      | 34,6      |

## Miejscowości

### Sołectwa
Adamów, Antonina, Balin, Bałdrzychów, Borzewisko, Chropy (w tym sołectwie wieś Chropy-Kolonia), Dominikowice, Dzierzązna, Ewelinów, Feliksów, Gibaszew, Golice, Góra Bałdrzychowska (w tym sołectwie wieś Busina), Góra Bałdrzychowska-Kolonia, Grocholice, Józefów, Józefów-Kolonia, Kałów, Karnice, Klementów, Kobylniki, Krępa, Ksawercin, Leśnik, Lipki, Lipnica, Lubiszewice, Łężki, Malenie, Niemysłów, Niewiesz, Niewiesz-Kolonia, Nowa Wieś, Nowy Pudłów, Panaszew, Podgórcze, Porczyny, Praga, Pudłówek, Rąkczyn, Sempółki, Stary Pudłów, Sworawa (w sołectwie wsie: Bliźnia, Jabłonka, Małe), Szarów, Tarnowa, Tumusin, Wilczków, Wólka, Zagórzyce.

### Pozostałe miejscowości
Aleksandrówek, Bliźnia, Boczki, Borki Lipkowskie, Borysew, Budki, Busina, Busina-Kolonia, Byczyna, Chropy-Kolonia, Ciężków, Izabela, Jabłonka, Jankowice, Józefka, Kolonia Byczyna, Księże Kowale, Leokadiew, Łężki-Kolonia, Łężki-Parcel, Madajka, Małe, Marynki, Mrowiczna, Napoleonów, Paulina, Piotrów, Pustkowie, Rodrysin, Stacja Poddębice, Sworawa (leśniczówka), Szczyty, Truskawiec, Ułany, Wylazłów, Zakrzew

## Sąsiednie gminy
Dalików, Dobra, Lutomiersk, Pęczniew, Uniejów, Wartkowice, Zadzim